# Kanton Cergy-Sud
Kanton Cergy-Sud is een voormalig kanton van het Franse departement Val-d'Oise. Kanton Cergy-Sud maakte deel uit van het arrondissement Pontoise en telde 32.907 inwoners (1999). Het werd opgeheven bij decreet van 17 februari 2014 met uitwerking in maart 2015

## Gemeenten
Het kanton Cergy-Sud omvatte de volgende gemeenten:
- Cergy (deels, hoofdplaats)
- Éragny